# Bonrepos-sur-Aussonnelle
Bonrepos-sur-Aussonnelle es una localidad y comuna francesa, en la región de Mediodía-Pirineos, departamento de Alto Garona, en el distrito de Muret y cantón de Saint-Lys.
Su población en el censo de 1999 era de 579 habitantes.
Está integrada en la Communauté de communes Coteaux du Saves et de l'Aussonnelle, siendo el municipio más poblado de esa mancomunidad.

## Demografía
| 151 | 162 | 193 | 319 | 510 | 579 |
| Para los censos de 1962 a 1999 la población legal corresponde a la población sin duplicidades (Fuente: INSEE [Consultar]) |     |     |     |     |     |